# Domenico Dragonetti

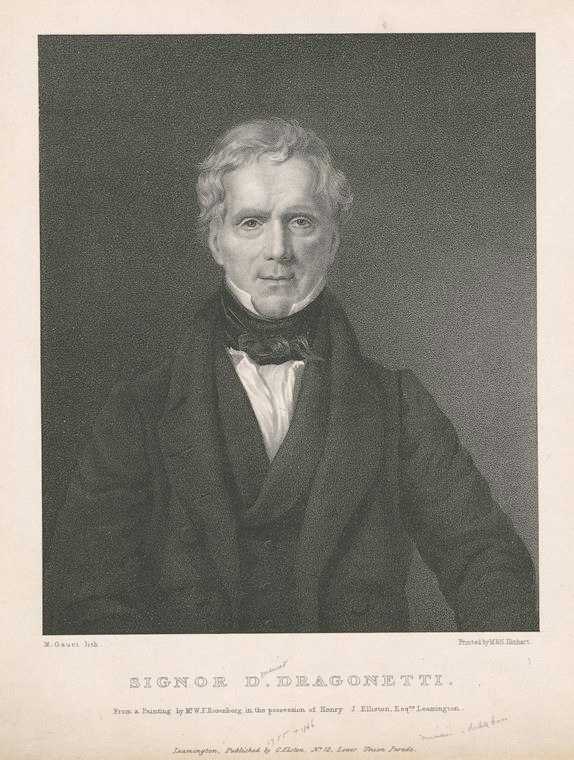
Domenico Dragonetti, Altersporträt um 1840
Zeitgenössische Lithographie nach einem Gemälde von W. F. Rosenberg

Domenico Carlo Maria Dragonetti (* 7. April 1763 in Venedig; † 16. April 1846 in London), genannt il Drago (italienisch: „der Drache“), war ein venezianischer Kontrabassist und Komponist.
Als der erste Kontrabass-Virtuose von internationalem Rang war er mit vielen bedeutenden Instrumentalmusikern und Komponisten seiner Zeit befreundet, darunter Joseph Haydn, Ludwig van Beethoven und Gioachino Rossini. Das Aufkommen selbständig geführter, anspruchsvoller Kontrabass-Stimmen in der Orchester- und Kammermusik des 19. Jahrhunderts ist wesentlich auf den Eindruck zurückzuführen, den die auch nach modernen Maßstäben außergewöhnliche Instrumentaltechnik des Bassisten bei seinen Zeitgenossen hinterließ.
Dragonetti, der viele Jahrzehnte seines Lebens in England verbrachte, war eine Schlüsselfigur des Londoner Musiklebens in der ersten Hälfte des 19. Jahrhunderts. Da il Drago seine Popularität geschickt zu vermarkten verstand, verlangte und erhielt er als einer der ersten Orchestermusiker Gagen, wie sie in vergleichbarer Höhe fast nur beliebten Sängern zugestanden wurden. Zahlreiche Anekdoten schildern ihn als Exzentriker, der einen großen Teil seiner Einkünfte einer Sammelleidenschaft für Puppen, Schnupftabakdosen und Musikinstrumente opferte und mit seiner Umgebung in einem oft nur schwer verständlichen Kauderwelsch aus mehreren Sprachen kommunizierte.
Das bevorzugte Instrument Dragonettis, ein zum dreisaitigen Kontrabass umgebauter Violone von Gasparo da Salò aus der Zeit um 1600, ist heute ein Ausstellungsstück im Museum des Markusdoms in Venedig.

## Leben

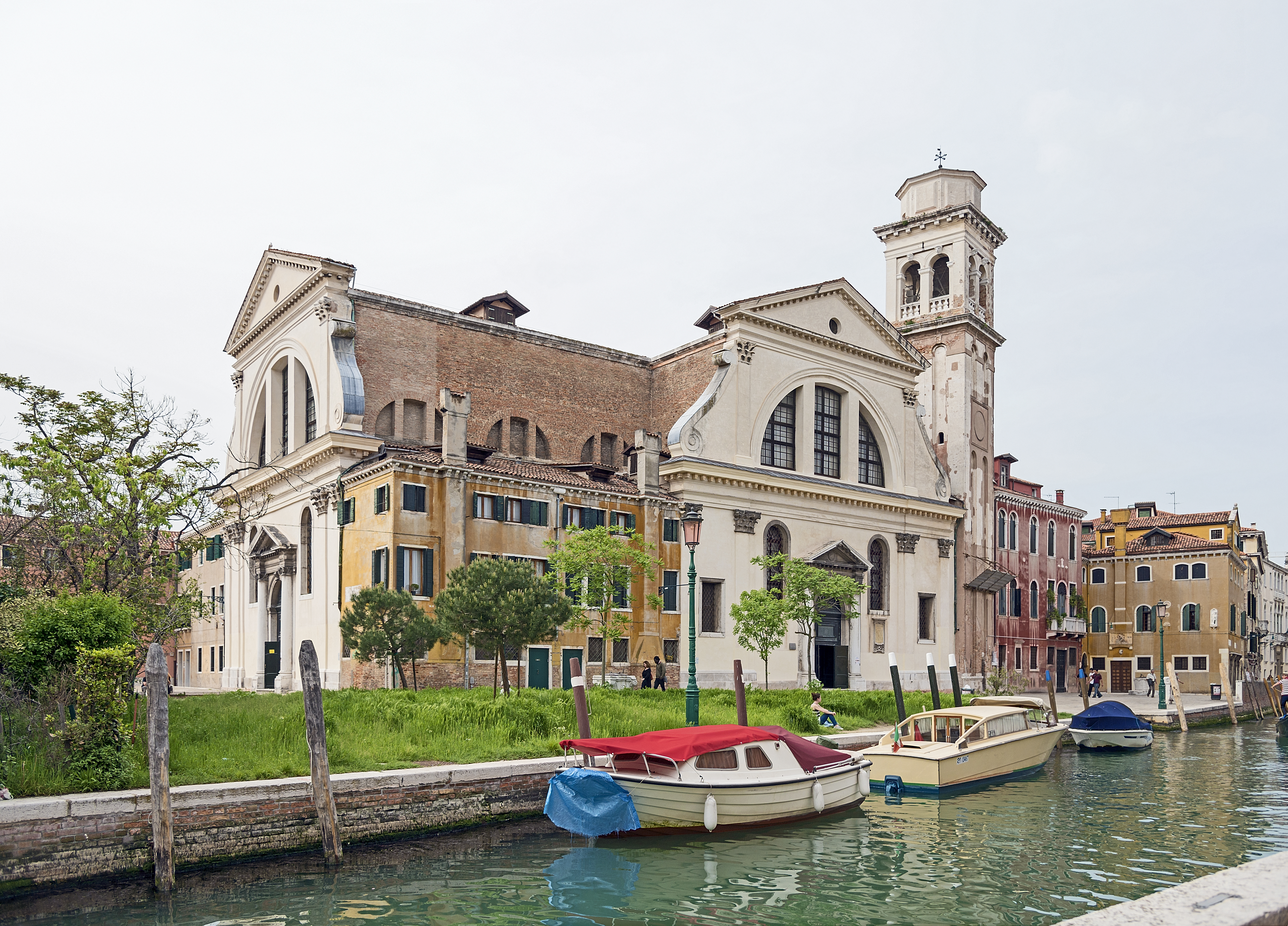
Die Kirche San Trovaso in Venedig, wo Dragonetti getauft wurde

Domenico Dragonettis Biographie ist im Großen und Ganzen sicherer dokumentiert als die vieler anderer Musiker des 18. und 19. Jahrhunderts. Dies gilt jedoch nicht für seine frühen Jahre in Venedig, denn, wie Fiona Palmer, die einflussreichste moderne Biographin des Musikers, schreibt: „Seine Lebensgeschichte ist die eines Aufstiegs […] von der Anonymität zu umschmeicheltem Ruhm.“.

### Herkunft, Familie und Jugend
Dragonettis Familie gehörte zur Unterschicht Venedigs, und die bescheidenen Anfänge der Karriere des Bassisten illustrieren in augenfälliger Weise das Bonmot Alfred Einsteins, „dass alle großen Musiker […] soweit als möglich entfernt sind von aristokratischer Herkunft“. Die Angaben über den Beruf des Vaters Pietro Dragonetti sind unklar, Rodney Slatford vermutet, er sei Barbier gewesen und spöttelt über eine häufig, auch von anerkannten Biographen, wiedergegebene Behauptung: „The Dictionary of National Biography is romantic enough to suggest that he may have been a gondolier“. Einigkeit herrscht darüber, dass auch der ältere Dragonetti ein musikalisch begabter Mann war, der mehrere Instrumente, darunter womöglich auch den Kontrabass, beherrschte. Über die Mutter, Cattarina, sind keine näheren Angaben verfügbar. Das Kirchenbuch der in einem ärmlichen Stadtbezirk gelegenen Gemeinde S. Gervasio e S. Protasio verzeichnet folgenden Taufeintrag:

“Addi 9 Aprile 1763 Domenico Carlo Maria fig[li]o di d[ett]o Pietro Dragonetti q[uonda]m Carlo, e di d[ett]a Cattarina di Gio[vanni] Batt[ist]a Calegari, sua leg[itim]a Consorte, nato li 7 corr[en]te. Comp[adr]e alla Fonte fù d[ett]o Domenico Moro q[uonda]m Fran[ces]co dela Parocchia di S[anta] Marina. M[adrin]a Angela Oltramonti di Contrà di S[an] Barnaba. Battezò il R[everendi]ss[im]o P. Domenico Manarin Alumno di Chiesa de Pa[roc]chi Lic[…]a”

„9. April 1763 Domenico Carlo Maria, Sohn des besagten Pietro Dragonetti, Sohn des Carlo, und der besagten Cattarina, Tochter des Giovanni Battista Calegari, seiner rechtmäßigen Gattin, geboren am 7. dieses Monats. Pate am Taufbecken war der besagte Domenico Moro, Sohn des Francesco, aus dem Kirchspiel S. Marina. Patin Angela Oltramonti aus dem Weiler S. Barnaba. Getauft vom Hochwürdigsten P. Domenico Manarin, Scholar der Kirche der Gemeinde Lic[…]a“

Das Ehepaar Dragonetti hatte mindestens noch ein weiteres Kind, eine Tochter namens Marietta. Auch über sie ist kaum mehr bekannt, als dass sie von ihrem Bruder finanzielle Unterstützung erhielt, nachdem dieser die Serenissima verlassen hatte.
Die wenigen Angaben über Dragonettis Jugendjahre stammen von Francesco Caffi und Vincent Novello, die beide Bewunderer und enge Freunde des Musikers waren und denen daher von neueren Autoren eine Tendenz zur romantisierenden Überzeichnung unterstellt wird. Caffi berichtet, Dragonetti habe so gut wie keine Schulausbildung genossen und sei praktisch Analphabet gewesen, wobei zumindest Letzteres nicht der Wahrheit entsprach. Dagegen habe er seit frühester Kindheit ausgeprägtes musikalisches Talent an den Tag gelegt und verschiedene Instrumente, darunter die Violine und die Gitarre, als Autodidakt erlernt.
Neben einer informellen Ausbildung durch seinen Vater habe der junge Domenico musikalische Grundlagenkenntnisse bei einem Flickschuster namens Schiamadori erworben, bevor er schließlich Unterricht bei Michele Berini erhalten habe, der zu dieser Zeit als Kontrabassist in der Kapelle von San Marco und an den Theatern der Stadt tätig war.

### Die Jahre in Venedig
Die frühen Biographien führen, wie es der verklärenden Betrachtungsweise der älteren Musikkritik entspricht, Dragonettis stupenden Aufstieg vor allem auf sein in jeder Hinsicht außergewöhnliches Talent zurück:

„Unterstützt durch seine Naturanlagen, sein Genie und sein rastloses Studium, dem er sich mit solcher Ausdauer hingab, daß die Nachbarschaft trotz allen Einspruches bei Tag und Nacht keine Ruhe mehr vor ihm fand, brachte es Dragonetti innerhalb weniger Jahre dahin, als der unumstritten beste Konzertist und Meister der an musikalischen Größen nicht armen Stadt Venedig dazustehen.“

#### Anfänge als Straßenmusikant
Ohne die Ausnahmebegabung des jungen Musikers in Frage zu stellen, relativiert die modernere Forschung diese Sicht, insoweit sie Dragonettis Laufbahn in den musikhistorischen Zusammenhang einordnet. In den letzten Jahrzehnten des 18. Jahrhunderts befand sich das Musikwesen Venedigs in einem tiefgreifenden Umbruch. Zwar war die Stadt, wie in den Jahrhunderten zuvor, eines der wichtigsten Zentren der italienischen Musik; sie nahm jedoch auch in besonderem Maße die schöpferischen Anstöße auf, die vor allem von Komponisten aus dem deutschen Sprachraum, hauptsächlich der Mannheimer und der Wiener Schule ausgingen. Daraus erwuchs ein neues Interesse des Publikums für Instrumentalmusik, was wiederum den gesellschaftlichen Status und die beruflichen Möglichkeiten von Instrumentalisten zusehends verbesserte. Der amerikanische Musikwissenschaftler Thomas Bauman zeigt Details auf, die die „gesteigerte Ernsthaftigkeit“ im Umgang mit nicht-vokaler Musik illustrieren: So wurden neue Verlage gegründet, die ihr Programm auf Instrumentalmusik spezialisierten, die Namen der Orchestersolisten wurden in den Programmzetteln der Theater abgedruckt, und der Senat der Republik gestand den Mitgliedern der Musikergilde Arte dei Suonatori, die vorher den Handwerkern gleichgestellt waren, 1789 den Status als „freie Künstler“ zu.

Niccolò Mestrino
Zeitgenössischer Stich

Der Arte dei Suonatori kann Dragonetti frühestens an seinem 18. Geburtstag, also im Jahre 1781, beigetreten sein. Da die Armut seiner Familie eine kostspielige formale Ausbildung ausschloss, war der ehrgeizige Bassist zunächst darauf angewiesen, erfahrenere und bereits renommierte Musiker auf sein Talent und seine Ambitionen aufmerksam zu machen. Die erste dieser Bekanntschaften machte er mit etwa 13 Jahren, als er dem Geiger Niccolò Mestrino (1748–1789) begegnete. Die beiden Musiker wurden Freunde und unterwarfen sich in den folgenden Monaten einer rigorosen Übedisziplin, für die sie jede freie Minute des Tages opferten, um gemeinsam möglichst schwierige Passagen aus der Literatur einzustudieren, wobei sie bevorzugt auf Material zurückgriffen, das nicht für ihre jeweiligen Instrumente komponiert war.
Seinen Lebensunterhalt verdiente Dragonetti in diesen frühen Jahren, indem er mit der Sopranistin Brigida Giorgi Banti (ca. 1756–1806) in den Straßen, Kaffeehäusern und Hotels seiner Heimatstadt musizierte. Auf diese Weise wurden seine Fähigkeiten schnell stadtbekannt, und er erhielt bald erste Engagements in den großen Theatern Venedigs, vermutlich wohl zuerst in den opere buffe der Theater San Samuele, San Moisè und San Cassiano.

#### Im Orchester von San Marco

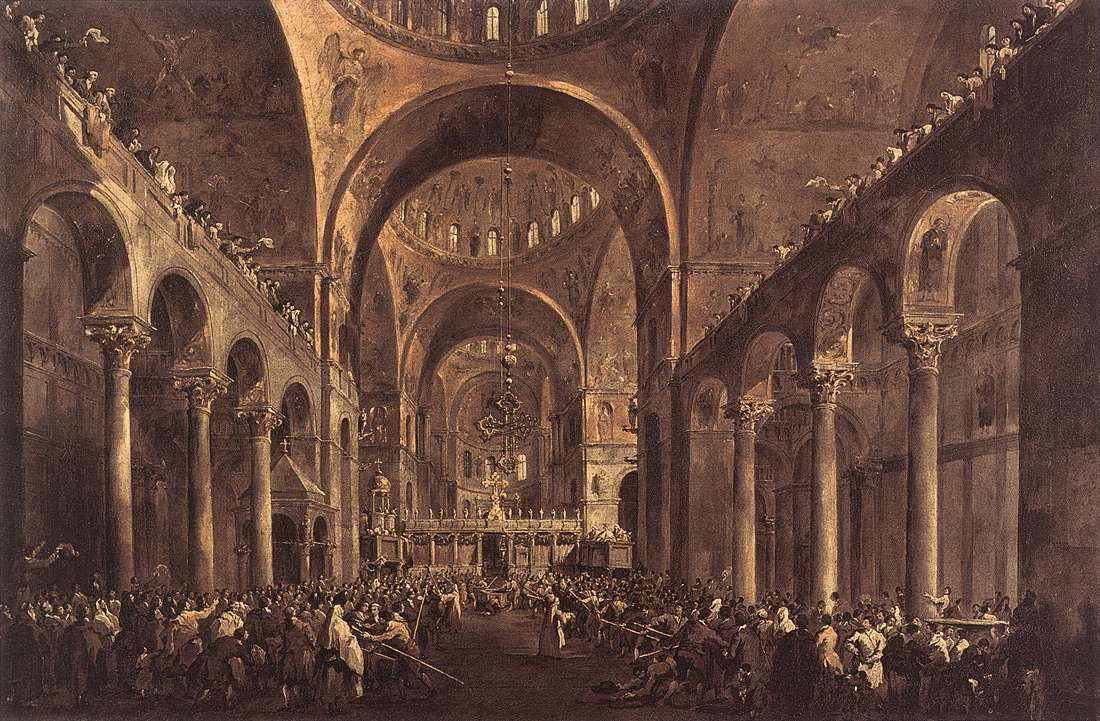
Innenansicht des Markusdoms in der zweiten Hälfte des 18. Jahrhunderts
Gemälde von Francesco Guardi um 1775

Als das angesehenste und beste Ensemble der Republik Venedig galt traditionell die Domkapelle der Basilika San Marco. Dragonetti setzte es sich zum Ziel, einen Posten in diesem Orchester zu erringen, was für jeden Musiker ein denkbar vielversprechendes Sprungbrett zum internationalen Erfolg bedeuten konnte. Es ist unklar, ob ihm zunächst seine niedere Abkunft zum Hindernis wurde oder ob er womöglich seine musikalischen Fähigkeiten vorerst überschätzt hatte, als die Prokuratoren seine erste Bewerbung im Januar 1784 abwiesen. Erst über drei Jahre später, am 13. September 1787, wurde er als fünfter von fünf Kontrabassisten mit einem Jahressalär von 25 Dukaten in die Kapelle aufgenommen.
Innerhalb kürzester Zeit erwarb sich Dragonetti den Respekt seiner Mitmusiker, die ihn bereits wenige Wochen später, im Dezember, zum Prinzipal der Kontrabass-Gruppe wählten. Wie Caffi berichtet, sei Dragonetti von seinem „Durchbruch“ derart begeistert gewesen, dass er Solo- und Konzertvortragsabende in großer Zahl abzuhalten begann. Er spielte nun regelmäßig in der Kapelle des Dogenpalasts und anderen Gotteshäusern, bei öffentlichen Feiern, in Theatern und bei adligen Gesellschaften. Gerade Letzteres verschaffte ihm erste Aufmerksamkeit auch bei ausländischen Aristokraten, so genoss der Musiker beispielsweise die Protektion von Maria Karolina von Österreich, der Königin von Neapel.
Sein Erfolg brachte Dragonetti bald verlockende Angebote aus dem Ausland ein; er wies diese jedoch zunächst alle zurück. Seine Vorgesetzten zeigten sich für seine Treue erkenntlich und gewährten ihm zusehends großzügigere Vergünstigungen. Wurde zunächst sein Jahresgehalt um 50 Dukaten erhöht, so übereigneten sie dem Musiker etwas später den wertvollen, im Kloster S. Pietro zu Vicenza aufbewahrten Kontrabass von Gasparo da Salò, der mit ihm berühmt wurde, und schließlich zahlte man ihm eine weitere Sondervergütung aus:

„Indem der Großbaßgeigenspieler Dragonetti durch seine ausgezeichnete Geschicklichkeit, und weil er auf vorteilhafte Stipendien in London und Moskau verzichtete, um die Markus-Kapelle nicht zu verlassen, die Gunst der Republik verdient, so werden ihm 50 Dukaten zugewiesen. Dieses soll aber nicht für andere als Beispiel gelten.“

Dennoch sah sich die Procuratia de Supra, unter anderem auch vor dem Hintergrund des drohenden Bankrotts der Republik, 1794 gezwungen, den nunmehr in den Musikmetropolen ganz Europas begehrten Virtuosen für fünf Jahre vom Dienst in der Kapelle freizustellen, damit er nach England reisen könne. Vom Untergang der Serenissima im Frühjahr 1797 inmitten der Wirren der Napoleonischen Kriege erfuhr Dragonetti aus der Londoner Presse.

### Dragonetti und die Musiker seiner Zeit

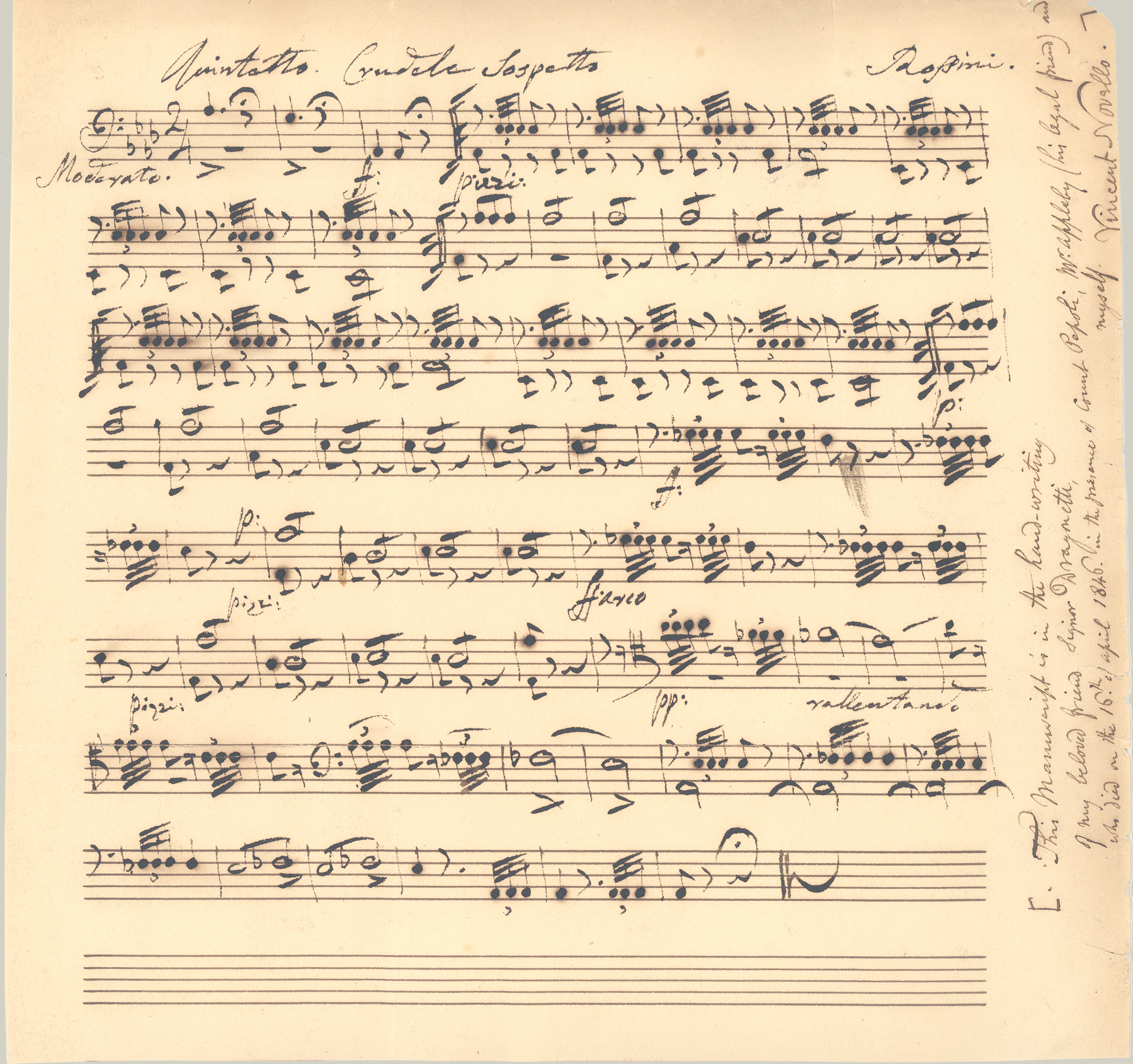
Kontrabass-Stimme eines Streichquintetts von Rossini in Dragonettis Handschrift

Mit Ausnahme Mozarts, der bereits 1791 verstorben war, stand Dragonetti mit fast allen stilbildenden Musikern seiner Zeit in mehr oder weniger intensivem Kontakt. Sein umfangreicher Briefwechsel legt hiervon beredtes Zeugnis ab, ferner besuchte er in den Jahren um 1800, unbeschadet der andauernden kriegerischen Auseinandersetzungen auf dem Kontinent, mehrfach Wien, das zu dieser Zeit das „Epizentrum“ der musikalischen Umwälzungen war, die die europäische Musik des 19. Jahrhunderts prägen sollten, und schließlich zog London, sein Hauptwohnsitz nach dem Abschied von Venedig, mit seinen besonders lukrativen Auftrittsmöglichkeiten die besten Musiker Europas an. Von Haydn, dessen Streichquartett-Stimmen Dragonetti bereits zusammen mit Mestrino bevorzugt geprobt hatte, bis hin zu Gioachino Rossini, in dessen Kammermusik der Kontrabass schließlich selbst eine prominente Rolle einnehmen konnte, zollte die Crème der klassischen und frühromantischen Musik ihrerseits dem Patriarca del contrabbasso hohen Respekt.

„Man kann sich unschwer vorstellen, wie er [Dragonetti] mit Haydn in einer Mischung aus venezianischem Dialekt, Englisch, Französisch und Deutsch Konversation trieb und sich dabei für eines der Kontrabasskonzerte des Komponisten begeisterte (die tragischerweise verloren gegangen sind).“

#### Musikalischer Einfluss auf Beethoven
Eine der bekanntesten Episoden aus Dragonettis Leben schildert ein spektakuläres erstes Treffen mit Ludwig van Beethoven:

„Als ihn Dragonetti eines Morgens auf seinem Zimmer besuchte, sprach er den Wunsch aus, eine Sonate zu hören. Man ließ den Kontrabaß holen, und die Sonate Op. 5 Nr. 2 wurde gewählt. Beethoven spielte seine Partie, die Augen unverwandt auf seinen Mitspieler gerichtet; als aber im Finale die Arpeggios kamen, geriet er in eine so freudige Aufregung, daß er beim Schlusse aufsprang und Instrument und Spieler zugleich mit seinen Armen umschlang. Die unglücklichen Kontrabassisten in den Orchestern hatten während der nächsten paar Jahre häufig genug Gelegenheit, zu bemerken, daß diese neue Enthüllung über die Kräfte und Fähigkeiten ihres Instrumentes von Beethoven nicht vergessen worden war.“

Eine der virtuosen Arpeggio-Passagen aus dem Finale von Beethovens Sonate Op. 5, Nr. 2

Auf Anekdoten wie dieser fußt ein seit zwei Jahrhunderten perpetuiertes Konstrukt von Halbwahrheiten in der Musikrezeption, das detaillierter Überprüfung kaum standhält: Planyavsky weist anhand umfangreicher Vergleiche nach, dass die angeblich für Beethoven typischen anspruchsvollen Kontrabass-Stimmen ebenso bei Mozart und Haydn zu finden sind.
Beethovens Begeisterung für Dragonettis Spiel scheint also vor allem daher zu rühren, dass ihm der Italiener die Ausführbarkeit der neuartigen Bassbehandlung der Wiener Klassik in der Praxis demonstrieren konnte, und wie diese in ihrer Klangwirkung der musikalischen Vision entsprachen, die dem Komponisten vorschwebte.
In gleicher Weise war es nicht Dragonettis künstlerisches Hauptanliegen, vorzuführen, dass der Kontrabass Violin- und Cellopartien imitieren kann, wenn er auch mit solchen „Kabinettstückchen“ seine Zuhörer immer wieder gern unterhielt. Er betrachtete einen soliden und doch beweglichen basso profondo als unabdingbare Voraussetzung für die Klangsprache der neuen Instrumentalmusik. Die virtuosen Eskapaden seiner frühen Jahre ließ er bald hinter sich, um seine Kräfte in den Dienst dieser modernen Ensemble-Ästhetik zu stellen. Abgesehen von einer Handvoll Spezialisten in Wien standen die Kontrabassisten im übrigen Europa nämlich – und insofern birgt das obige Zitat einen wahren Kern – den an sie gerichteten Anforderungen ratlos gegenüber, bis Dragonettis Vorbild seine Wirkung entfaltete.

#### Die Zusammenarbeit mit Simon Sechter

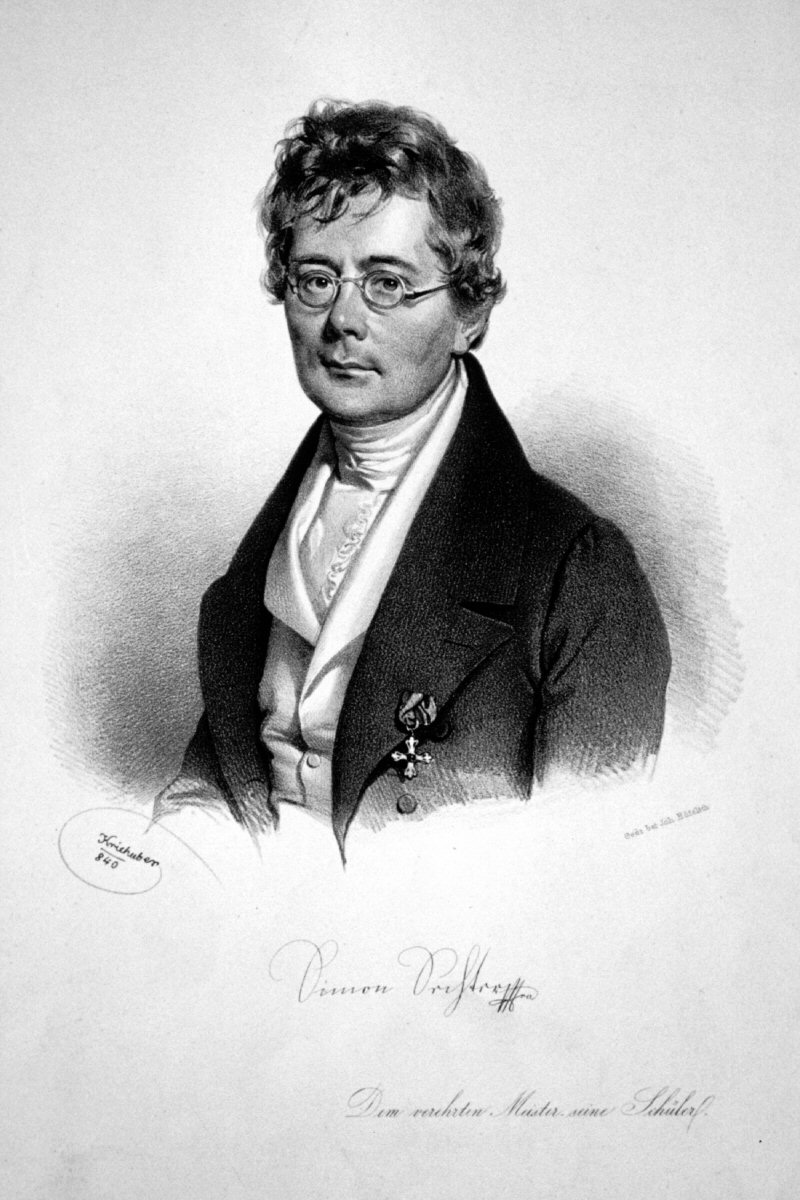
Simon Sechter
Lithographie von Joseph Kriehuber

Ein weiterer Freund, der Dragonetti mit Österreich verband, war Simon Sechter, in den Worten des Bassisten „der Einzige in Wien, mit dem ich musizieren will. “ Die beiden Männer hatten sich 1808 kennengelernt, als der Italiener Gast des Fürsten Starhemberg war. Der später als Lehrer Franz Schuberts und Anton Bruckners bekannt gewordene Sechter stand zu dieser Zeit noch als subalterner musicus in den Diensten des Fürsten, wurde aber nach einigen informellen Proben schnell zum bevorzugten Klavierbegleiter des Italieners.
Dragonetti, der sich in seinen Lehrjahren vor allem auf seine Fähigkeiten als Instrumentalist hatte konzentrieren müssen, schätzte die umfangreichen Kenntnisse seines neuen Partners in Harmonielehre, Tonsatz und Kontrapunkt. Dragonetti beauftragte Sechter, die bis dahin nur skizzierte Begleitung seiner früheren Stücke kompetent zu überarbeiten, und diese arbeitsteilige Kooperation der beiden Musiker als Komponist und „Arrangeur“ lässt sich zumindest bis ins Jahr 1839 weiterverfolgen.
Sechter seinerseits gab das Wissen über den Kontrabass, das Dragonetti ihm vermittelte, an seine Schüler weiter, und dieser Einfluss ist besonders im Schaffen Bruckners wiederzufinden, dessen „breitflächige Kontrabaßstimmen […] lange Zeit als unspielbar“ galten.

### Übersiedlung nach London

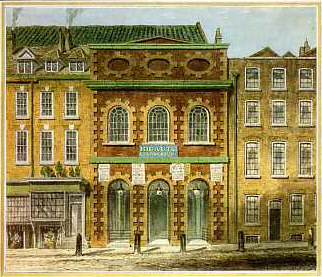
Das King’s Theatre um 1800
Zeitgenössische kolorierte Bleistiftzeichnung von William Capon

Als il Drago 1794 in London eintraf, um für eine Saison mit dem Orchester des King’s Theatre am Haymarket, dem Stammhaus der italienischen Oper in der englischen Hauptstadt, zu spielen, kam er nicht als unbekannter Fremder. Ganze Opernproduktionen waren in den vorangegangenen Jahren geschlossen aus Venedig hierher gekommen, und so hatte sich der sagenhafte Ruhm des Bassisten bereits verbreitet.
Dragonettis erste Jahre in London waren noch von einer gewissen Unschlüssigkeit gekennzeichnet. Er hatte zunächst nicht vor, in der Stadt dauerhaften Wohnsitz zu nehmen, da er zumindest der Form halber noch an die Markus-Kapelle gebunden war. Ebenso mag eine Rolle gespielt haben, dass er trotz des begeisterten Empfangs, den ihm das Publikum bereitete, und seines rasch wachsenden Wohlstands juristisch gesehen ein Ausländer blieb, dem die geltenden Gesetze nicht nur das Wahlrecht, sondern selbst den Erwerb von Grundbesitz verwehrten. Für einen Mann seines Vermögens eigentlich unüblich, wohnte Dragonetti daher bis zu seinem Tod zur Miete. „Den größten Teil seines Londoner Lebens verbrachte er in der Gegend um den Leicester Square, und außerhalb Westminsters lebte er überhaupt nie “
Bis zum Jahr 1814 verließ er London mehrfach für längere Zeit, hauptsächlich für die bereits erwähnten Aufenthalte in Wien. Auch nach Venedig ist er noch mindestens zweimal gereist, wurde dort aber 1808 aufgrund undurchsichtiger politischer Vorwürfe angeblich verhaftet und als „unerwünschter Ausländer“ abgeschoben.

#### Das Konzertwesen im West End
Der Licensing Act von 1792 gestattete der Bühne am Haymarket als einzigem Haus in London die Aufführung italienischer Opern, ein Privileg, das bis 1843 in Kraft blieb. Obwohl das Theater häufig unter ökonomisch unfähigen und künstlerisch inkompetenten Intendanten zu leiden hatte, erfreute es sich beim Publikum eines ausgezeichneten Rufs und diente Dragonetti während seiner englischen Jahre gewissermaßen als „Machtbasis“. Als eines der beliebtesten und angesehensten Mitglieder des Orchesters erhielt er erstklassige Gagen, in der Regel mindestens £4 pro Vorstellung, Sondervergütungen und die Möglichkeit, Konzerte zu eigenen Gunsten zu veranstalten.
Ausgehend von dieser gesicherten Anstellung ging der Bassist daran, dem englischen Publikum die virtuose Seite seiner Musikalität auf Veranstaltungen im ganzen Land zu präsentieren, womit er für ein gutes Jahrzehnt überaus erfolgreich war. Bei solchen Konzerten verdiente er zum Teil bis zu dreistellige Beträge, Summen, mit denen sonst nur populäre Vokalisten rechnen konnten. Die Zuhörer reagierten enthusiastisch:

“[Dragonetti,] by powers almost magical, invests an instrument, which seems to wage eternal war with melody, ‚rough as the storm, and as the thunder loud‘, with all the charms of soft harmonious sounds.”

Solche Erfolge in der Provinz hätten freilich auf die Dauer nicht genügt, um Dragonettis stetig deutlicher werdende Sonderstellung im englischen Musikleben zu begründen. Allein die immer wieder aufs Neue gefeierten Gastspiele im King’s Theatre, in der Drury Lane und die zahlreichen Subskriptionskonzerte in der Hauptstadt verschafften dem Bassisten die Möglichkeit, das Publikum für seine Musikauffassung einzunehmen. Im Laufe der Zeit erwies sich aber, dass seine Rechnung aufging: Gerade an Zeitungskritiken der Zeit ist die allmähliche Verfeinerung in der Wahrnehmung der Rezensenten abzulesen, da nicht mehr nur Gesangsdarbietungen, sondern auch die Leistungen einzelner Instrumentalsolisten und schließlich auch die Qualität ganzer Ensembles in die Betrachtung einbezogen wurden.

#### Das Duo Lindley-Dragonetti

Robert Lindley

Der Cellist Robert Lindley (1776–1855) stammte aus Rotherham in Yorkshire und kam wie Dragonetti im Jahr 1794 ins Orchester des King’s Theatre. Die beiden begannen eine musikalische Partnerschaft, die über fünf Jahrzehnte andauerte. Wie der Italiener galt auch Lindley als der mit Abstand beste Spieler seines Instruments in England, und zusammen prägten sie eine Aufführungspraxis für die tiefen Streichinstrumente, die mit der Zeit als besonderes Stilmerkmal der englischen Orchester wahrgenommen wurde. Ihre Vortragsweise entwickelten sie ursprünglich bei der Begleitung der Secco-Rezitative: Dragonetti und Lindley spielten vom selben Pult, was sie in die Lage versetzte, ihre gemeinsame Stimme nach Bedarf aufzuteilen und improvisatorisch auszuzieren. Dieses anhand der Bedürfnisse der Oper geschulte Zusammenspiel bewährte sich, als beide in den Ancient Concerts und der Philharmonic Society das Fundament für die musikalisch anspruchsvolleren Darbietungen dieser Klangkörper bildeten. Wenn auch ältere Darstellungen, die von einem „unzertrennlichen“ Duo sprechen, idealisierende Übertreibungen zu sein scheinen – dies allein schon, weil der umtriebige Lindley noch weit mehr Engagements annahm als Dragonetti – waren die beiden Musiker aufgrund ihrer Fähigkeiten und ihrer bühnenwirksamen Auftritte eine „Institution“ im britischen Musikwesen:

“There was no escaping from the entrance of Lindley and Dragonetti into the orchestra: a pair of favourite figures, whose sociable companionship […] was as remarkable as their appearance was contrasted – no two faces imaginable being more unlike than the round, good humoured, comely visage of the Yorkshireman from that of the gaunt Venetian – as brown and rough as one of his own strings. […] Both were next to unintellegible in speech – the Englishman from an impediment in utterance; the Italian from the disarranged mixture of many languages in which he expressed his sentiments. […] They talked to each other on the violoncello and the double bass.”

„Unweigerlich kam der besondere Moment, in dem Lindley und Dragonetti im Orchester Platz nahmen: zwei Lieblingsgestalten, deren gesellige Kameradschaft […] so bemerkenswert war wie der Kontrast in ihrer Erscheinung – zwei unterschiedlichere Gesichter sind kaum vorstellbar als das runde, wohlgelaunte, ansprechende Antlitz des Manns aus Yorkshire und das des hageren Venezianers – so braun und derb wie eine seiner Saiten. […] Beider Sprechweise war so gut wie unverständlich – der Engländer hatte einen Sprachfehler; der Italiener drückte seine Empfindungen in einem wirren Durcheinander vieler Sprachen aus. […] Sie sprachen auf Cello und Bass miteinander.“

Der Stil des Duos erfuhr eine Wertschätzung, die in vergleichbarer Weise einer gut eingespielten Rhythmusgruppe im modernen Jazz oder Pop entgegengebracht wird, was durch die Entwicklung der englischen Musik um 1820 verständlich wird. In den Ancient Concerts wurde erstmals der Versuch gemacht, dem Publikum älteres Repertoire – zum Beispiel die Musik Händels und Corellis – wieder nahezubringen. Der Stil des Generalbass-Zeitalters beruht aber wesentlich auf dem soliden Fundament der Continuo-Stimme, mit deren angemessener Ausführung jüngere Spieler oftmals nicht mehr vertraut waren. Dagegen widmete sich die Philharmonic Society bevorzugt zeitgenössischen Kompositionen der Klassik und Romantik, deren Ausführung heutzutage selbstverständlich von einem Dirigenten geleitet wird. Da Aufgabe und Handwerk des Dirigats seinerzeit noch ganz unzureichend ausgeformt waren und die Orchestermusiker dieser Art der Ensembleleitung generell misstrauisch gegenüberstanden, lieferten Dragonetti und Lindley mit ihrer kraftvollen Sonorität und ihrer Präzision in Rhythmus und Phrasierung die Basis für den künstlerischen Erfolg zahlloser Konzerte.

#### Diehavoc affair

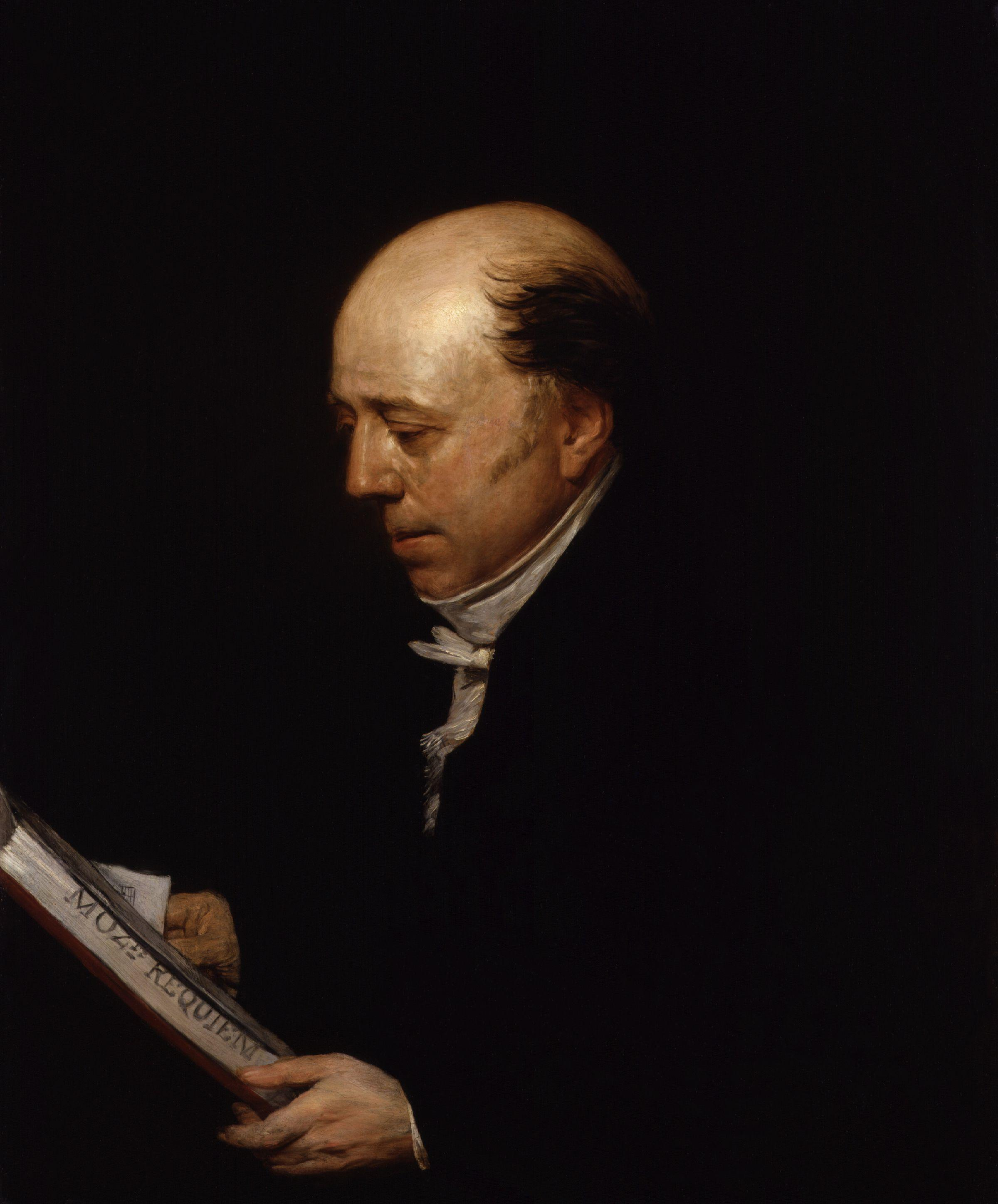
Vincent Novello
Gemälde von Edward P. Novello

Die sogenannte Dragonetti havoc affair wurde im Frühjahr 1839 auf den Seiten der einflussreichen Zeitschrift The Musical World ausgetragen. Sie bietet ein frühes Beispiel für das – gerade in England bis heute präsente – Interessengeflecht, in dem der Musikjournalismus nicht selten eine entscheidende Rolle im Auf und Ab einer Karriere spielt. Dragonetti, der als sein eigener Agent tätig war, musste als freischaffender Künstler darauf achten, dass seine Gesundheit und professionelle Zuverlässigkeit nicht öffentlich in Frage gestellt wurden. Daher reagierte er außerordentlich empfindlich auf einige – wahrscheinlich arglose – Bemerkungen des Rezensenten, der das fünfte Abonnementkonzert der Philharmonic Society besprach. Der mittlerweile 76-jährige Kontrabassist war aus ungeklärter Ursache verspätet auf der Bühne erschienen, was die Kritik mit folgenden Worten kommentierte:

“We regret to state that age and illness are now making sad havoc with this venerable artist.”

„Mit Bedauern stellen wir fest, wie Alter und Krankheit diesen ehrwürdigen Künstler zugrunde richten.“

Dragonetti interpretierte dies als Verleumdung und gab sich dementsprechend empört. Mit Hilfe seines engen Freundes, des Musikverlegers, Komponisten und Dirigenten Vincent Novello, verfasste er eine Gegendarstellung in Form eines Offenen Briefes an „das englische Musikpublikum“. Als die Veröffentlichung in der Musical World auch nach einer Mahnung Novellos ausblieb, erwog der Italiener eine Pressekampagne in den großen Tageszeitungen Londons, wovon er angesichts der zu erwartenden Kosten von etwa £50 jedoch wieder Abstand nahm, um stattdessen den ursprünglichen Brief vervielfältigen und verbreiten zu lassen.
Als sich die Musical World schließlich einige Wochen später entschloss, klein beizugeben und die Wogen mit allerlei Entschuldigungen zu glätten, hatte die journalistische Konkurrenz das Thema längst aufgegriffen. Eine mehrseitige, von Novello verfasste wortgewaltige Lobeshymne wurde vollständig in der Musical World abgedruckt und fand ihren Weg auch in andere Publikationen. Il Drago war auf diese Weise wieder allgegenwärtig in der Berichterstattung, wovon die letzten Jahre seiner Karriere enorm profitierten. Durch die Erfahrungen mit dem streitbaren Musiker wachsam gemacht, bedachte die Kritik Dragonetti in der Folgezeit fast nur noch mit wohlwollendsten Erwähnungen.

### Letzte Konzertreise und Tod

Domenico Dragonetti im Alter von 80 Jahren
Daguerreotypie von 1843

Dragonetti ging im Vergleich zu anderen Musikern, etwa Mozart oder Paganini, geschweige denn Bottesini, nur selten auf ausgedehnte Tourneen. Die rigorosen Passgesetze der Republik Venedig seiner Jugendjahre, die Kriege der Napoleonischen Ära und schließlich seine etablierte Stellung im englischen Konzertbetrieb schränkten seine Reisemöglichkeiten ein. Trotzdem, oder womöglich gerade deswegen, ließ er sich nicht davon abhalten, im Alter von 82 Jahren zum Beethovenfest zu reisen, das die Stadt Bonn 1845 erstmals beging. Als Prinzipal von 13 Kontrabässen nahm er unter anderem an einer umjubelten Aufführung der 5. Sinfonie teil, von der Hector Berlioz notierte, er habe das Werk „noch nie mit solcher Kraft und Vollendung gehört “.
Die Strapazen der Reise müssen die bis dahin robuste Gesundheit des Musikers erheblich in Mitleidenschaft gezogen haben, denn er befand sich nach seiner Rückkehr in regelmäßiger ärztlicher Behandlung. Einige der Dragonetti verordneten Rezepte sind erhalten und legen die Vermutung nahe, dass die Therapie, beispielsweise mit starken Abführmitteln, weiter zur Verschlechterung seines Zustandes beigetragen haben könnte, zumindest aber sah er sich im Winter 1845 zum Rückzug aus dem aktiven Konzertbetrieb gezwungen. Domenico Dragonetti starb gegen halb sechs Uhr am Nachmittag des 16. April 1846. Die Musical World hatte bereits am 4. April von seiner Wassersucht berichtet und seinen Zustand als „unheilbar“ beschrieben. Dasselbe Blatt schilderte seine Beisetzung am 24. des Monats in der römisch-katholischen Kirche St Mary Moorfields am Londoner Finsbury Circus:

“Funeral of Signor Dragonetti. – The remains of the great artist were consigned to the vaults of the Roman Catholic Chapel, Moorfields, on the 24th ultimo, with the ceremonies of the simple Gregorian service for the dead. […] As it happened, the service was long; and though miserably executed and without any pretension to refinement, it sufficed as a vehicle of expression for the solemn feelings and sincere sympathy of the multitude: and never amidst the music of the heart have the obsequies of a musician been better celebrated.”

„Begräbnis des Signor Dragonetti. – Die sterblichen Überreste des großen Künstlers wurden am 24. des vergangenen Monats in die Gruft der römisch-katholischen Kirche von Moorfields überführt und die schlichte gregorianische Totenmesse gelesen. […] Der Gottesdienst war bemerkenswert lang; und wiewohl er erbärmlich zelebriert war und keinen Anspruch auf Raffinement geltend machte, genügte er doch dem Anspruch der Menge, die gekommen war, ihre feierlichen Regungen und ihr aufrichtiges Mitgefühl zum Ausdruck zu bringen: und niemals wurden inmitten der Musik des Herzens die Trauerfeierlichkeiten für einen Musiker besser begangen.“

Als der erste Bau von St Mary Moorfields 1899 abgerissen wurde, überführte man den Leichnam auf den katholischen Friedhof von Wembley. 1968 stiftete der Musikhistoriker Raymond Elgar einen Grabstein für die letzte Ruhestätte des Kontrabassisten.

## Werk
Die Pionierleistungen Dragonettis für sein Instrument waren zu seinen Lebzeiten europaweit bekannt. Wenn sein Name heute nur mehr Musikkennern ein Begriff ist, so ist dies paradoxerweise gleichfalls auf seine Vorreiterrolle zurückzuführen. Etliche seiner Errungenschaften verbreiteten sich so allgemein, dass sie heute als Selbstverständlichkeiten gelten und nicht mehr mit Dragonetti verbunden werden. Andere der von ihm gegebenen Impulse wurden nicht aufgegriffen: Kaum ein späterer Orchesterbassist verfügte über „Dragos“ flamboyante Persönlichkeit, und seine als Solisten bekannt gewordenen Nachfolger fanden offenbar keinen Reiz darin, Publikum und Komponisten für einen differenzierten Einsatz des tiefsten Streichinstruments im Ensemble zu begeistern.

### Der Komponist
Praktische Erwägungen kennzeichnen Dragonettis Schaffen als Komponist, da er gezwungen war, die Stücke, in denen er seine verblüffende technische Geläufigkeit zur Schau stellen konnte, selbst zu verfassen, während es nur wenige Werke von ihm gibt, die auf die Einbeziehung eines Kontrabasses verzichten. Innerhalb dieser Grenzen war er jedoch ein produktiver Arbeiter: Die British Library, die den Hauptteil seines Werkes aufbewahrt, verfügt allein über 18 Bände mit Kompositionen aus seiner Feder, die in Charakter, Besetzung und Schwierigkeitsgrad recht abwechslungsreich sind. Nur ein Bruchteil dieser Stücke ist bis jetzt im Druck erschienen.

#### Allgemeine Charakteristika
Als erster einer langen Reihe von Virtuosen wurde il Drago als „Paganini des Kontrabasses“ bezeichnet. Dieses bis heute immer wieder verwendete Etikett wirkt mit wachsendem musikhistorischem Abstand zusehends klischeehafter und sinnentleerter, entbehrt aber im Falle Dragonettis – der ja tatsächlich ein Zeitgenosse des berühmten Violinisten war – nicht einer gewissen Schlüssigkeit.
Abgesehen davon, dass beide Musiker ihre Zuhörer durch eine überlegene, zukunftsweisende Spieltechnik zu packen verstanden, sind sie auch in ihrer Kompositionsweise zumindest vergleichbar. Beider Stil bietet eine eklektische und nicht allzu provokante Mischung aus Elementen des Barock, der Vorklassik und der zeitgenössischen Musik von Klassik und Romantik. Der ästhetische Einfluss der norditalienischen Oper und Volksmusik ist beim einen wie beim anderen unüberhörbar.

Solo in Re minore
Originalthema der Sarabande aus der Sonata da camera a tre op. 4, Nr. 8 von Corelli und Dragonettis Variation

Dragonettis Virtuosenstücke – obwohl bis heute teilweise von technisch höchstem Anspruch – genießen gegenwärtig nicht dieselbe Beliebtheit wie die in dieser Hinsicht noch exklusiveren Werke Giovanni Bottesinis. Dies mag zum Teil dem publikumswirksameren „Belcanto“-Stil des Jüngeren geschuldet sein, ist teilweise aber auch auf die gewandtere, differenziertere Kompositionstechnik Bottesinis zurückzuführen. Das folgende Beispiel vergleicht Ausschnitte der Bearbeitungen, die beide Musiker von Giovanni Paisiellos beliebter Arie Nel cor più non mi sento angefertigt haben.

Die Arie Nel cor più non mi sento von Giovanni Paisiello
Vergleich der Bearbeitungen Dragonettis und Bottesinis

#### Dragonettis Kompositionen heute
Im modernen Repertoire erscheint Dragonettis Name mit Abstand am häufigsten im Zusammenhang mit einem Werk, von dem mittlerweile als gesichert gilt, dass es nicht von ihm stammt, sondern erst im 20. Jahrhundert verfasst wurde. Das Konzert in G-Dur wurde von dem Franzosen Édouard Nanny komponiert, der sein Werk nicht nur dem Stil Dragonettis nachempfand, sondern es 1925 auch unter dem Namen des älteren Meisters veröffentlichte – eine Vorgehensweise, die in den frühen Jahren der sogenannten historischen Aufführungspraxis keinen Einzelfall darstellte.
Die authentischen Kompositionen, die von Musikverlagen der Gegenwart bevorzugt publiziert werden, vermitteln nur einen unvollständigen Eindruck von Dragonettis Schaffen. Da man ihn, wie bereits erwähnt, vor allem als Vorläufer Bottesinis betrachtet, wird seit Jahrzehnten eine annähernd gleichbleibende Auswahl seiner Kompositionen unter den zweckmäßigen Gesichtspunkten der Musikpädagogik bearbeitet. Diese Stücke eignen sich hierzu gerade deswegen, weil Dragonetti selbst sie bereits ähnlich pragmatisch verfasst hatte: Er komponierte beispielsweise etliche eingängige und gefällige Melodien in zu seiner Zeit bekannten und beliebten Genres, etwa Menuette und Walzer. Viele dieser Themen sind technisch nicht allzu schwer zu bewältigen und dienen daher oft dazu, Kontrabass-Studenten erste Spielerfahrungen im Stil der italienischen Schule zu vermitteln. Die virtuosen Passagen entwickelte der Bassist separat und kombinierte dieses Material auch im eigenen Konzertprogramm immer wieder neu. Dies funktionierte deswegen recht unproblematisch, weil Dragonetti keinen ausgeprägten Wert auf formale Komplexität, subtile Durchführungen oder anspruchsvolle motivisch-thematische Arbeit legte. Auch moderne Ausgaben der Solostücke für Kontrabass koppeln daher gerne kontrastierende Sätze unter Titeln wie Adagio und Rondo oder Pezzo di concerto, wobei die Klaviersätze Sechters auch für Streicher oder großes Orchester instrumentiert worden sind.
Erst in jüngster Zeit, etwa seit Ende der 1990er-Jahre, sind textkritische Ausgaben einzelner Kompositionen Dragonettis besorgt worden. Sein schöpferisch eigenständiger Beitrag zu den unter seinem Namen veröffentlichten Kammermusikwerken ist nach wie vor umstritten, jedoch scheint diese umfassendere Neubewertung des Œuvres zumindest seinen „überbordenden Reichtum an thematischen Einfällen“ zu bestätigen.

### Dragonettis Instrumentalstil

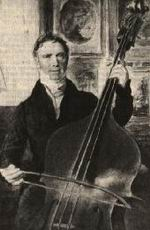
Dragonettis Spielhaltung: Deutlich erkennbar ist der von der Viola da gamba übernommene „Untergriff“ der Bogenhand.
George Richmond zugeschriebenes Aquarell, um 1825

Ebenso wie der Kontrabass selbst mit seinen verschiedenen Bauformen ein weniger standardisiertes Instrument ist als die übrigen Streichinstrumente, weichen auch die spieltechnischen Ansätze bis heute beträchtlich voneinander ab. Dragonetti hat seine Technik niemals in strukturierter Form, etwa in einem Lehrbuch, zusammengefasst. Auch die ihm angetragenen Lehraufträge an der Royal Academy of Music und dem Conservatoire lehnte er ab. Dennoch unterrichtete er eine handverlesene Zahl von Privatschülern: Bei einem Stundenhonorar von £2, mehr als dem Doppelten des üblichen Satzes, ist es verständlich, dass es sich bei ihnen größtenteils um arrivierte Kollegen oder wohlhabende Dilettanten wie Augustus Frederick Fitzgerald, 3rd Duke of Leinster, handelte, die dem Italiener neben zusätzlichen Einkünften auch Protektion und gesellschaftliches Prestige sicherten. Auf diese Weise wurde Dragonettis Technik in England für etwa hundert Jahre maßgeblich.
Seine Bogenführung wurde in weiterentwickelter Form an den Schulen von Wien und Prag gelehrt, von wo aus sie sich in ganz Mittel- und Osteuropa verbreitete. Sein Fingersatz war allerdings derart stark auf die eigene Physis und die Bauweise seiner Instrumente hin ausgerichtet, dass er hierin ohne Nachahmer blieb.

#### Mano mostro
Kaum eine zeitgenössische Schilderung versäumt, die „ungeheure“ Größe und Kraft der Hände Dragonettis zu erwähnen. Caffi präzisiert, dass der Bassist „auf eine nichts weniger als bequeme Saitenlage hielt“, die „mehr als das Doppelte der gewöhnlichen Höhe“ erreicht haben soll. Andere Musiker endeten beim Versuch, auf Dragonettis Instrument zu spielen, „damit, dass ihnen das Blut aus den Fingern spritzte“. Wenn dies auch vom geigenbauerischen Standpunkt her nicht zwingend ist, wurde Dragonettis außergewöhnlich sonorer Klang im Allgemeinen auf diese extreme Besaitung zurückgeführt.
Sporadisch scheint der Bassist mit vier- und sogar fünfsaitigen Instrumenten experimentiert zu haben, jedoch kehrte er immer wieder zum in Quarten (A1 – D – G) gestimmten Dreisaiter zurück. Die heute im Orchester übliche Stimmung wird daher oft auf die Autorität Dragonettis zurückgeführt. Ob und in welchem Ausmaß er mit Skordaturen gearbeitet hat, ist umstritten, da die kurzen Ausführungsanweisungen seiner Partituren widersprüchlich sind und in dieser Frage verschiedene Deutungen zulassen.

#### Das „italienische Flageolett“
Von der Fähigkeit Dragonettis, Violinpartien auf dem Kontrabass in der originalen Tonlage wiederzugeben, wird zu oft, detailliert und kenntnisreich berichtet, als dass hieran ernstliche Zweifel angebracht wären. Solche extrem hohen Linien werden heutzutage, der Technik Bottesinis folgend, in der sogenannten Daumenlage ausgeführt, das heißt am zum Steg hin gerichteten Ende des Griffbretts. Dies ist nach Warneckes Ansicht auf dem Gasparo da Salò  „direkt unmöglich“. Stattdessen habe Dragonetti eine besondere Technik des Flageolettspiels entwickelt und bis zur Perfektion kultiviert, die es ihm gestattete, hohe und höchste Töne auch in den tiefen Griffpositionen zu erzeugen. Warnecke äußert in seiner 1909 publizierten Studie die Überzeugung, Dragonettis Technik rekonstruiert zu haben, und prägt dafür den Begriff des „italienischen Flageoletts“. Obgleich der instrumentalpraktische zweite Teil des Werks Spielmöglichkeiten demonstriert, haben sich Warneckes Ansätze in den vergangenen Jahrzehnten nicht in erwähnenswerter Weise durchsetzen können. Dies diskreditiert seine Darstellung nicht notwendigerweise, da es auch anderwärts zahlreiche Hinweise auf eine höchst unkonventionelle Fingersatztechnik Dragonettis gibt.

#### Bogentechnik

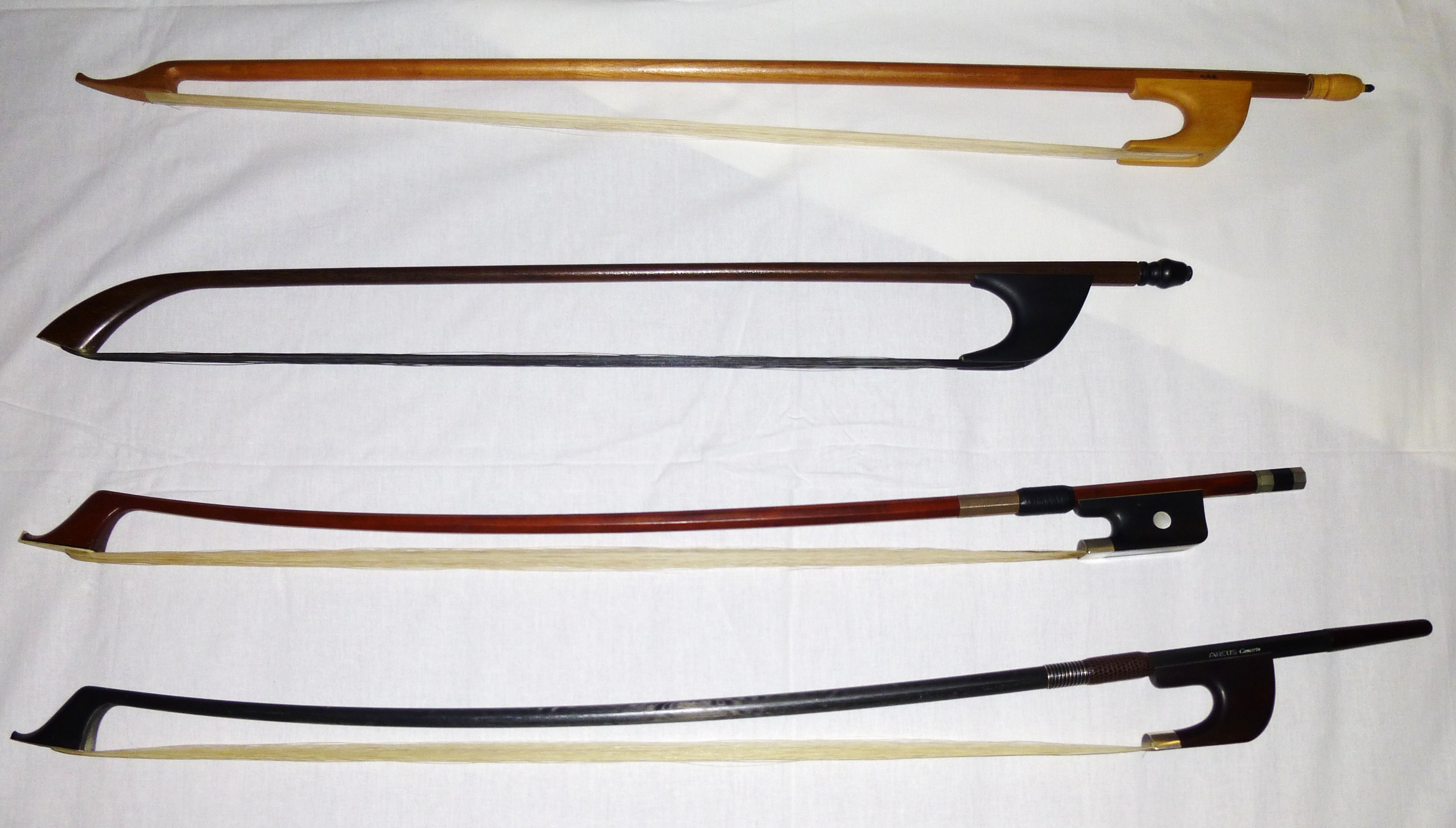
Historische und moderne Bauformen des Kontrabass-Bogens: Zwischen einem barocken Violone-Bogen (oben) und zwei modernen Bögen französischer und deutscher Bauweise ein sogenannter Dragonetti-Bogen

Geradezu anachronistisch muten die von den technischen Neuerungen des 18. und 19. Jahrhunderts unberührten Bögen an, mit denen Dragonetti zeitlebens musizierte. Die Herkunft vom archaischen Violone-Bogen ist an ihrer extrem konvexen Form leicht erkennbar, auch fehlt jede Vorrichtung, die es erlaubt, die Spannung des Bogenhaars zu regulieren. Offenbar wusste er die Spieleigenschaften solch alter Bögen zu seinem Vorteil zu nutzen, denn gerade seine Bogentechnik wurde nicht nur bewundert, sondern auch weithin imitiert. Der kurze, kräftige Bogen begünstigt vor allem die rasanten, rhythmisch kleinräumigen Staccato-Figurationen, die das auffälligste Merkmal des Dragonetti-Stils sind, weit ausschwingende Kantilenen bilden dagegen die Ausnahme. 1827 versuchte Rossini, am Pariser Conservatoire den durch Dragonetti popularisierten Bogentyp und die dazugehörige Spielweise einzuführen, konnte sich damit aber letztlich nicht durchsetzen, obwohl seine Anregungen durchaus wohlwollend aufgenommen wurden. Der Belgier François-Joseph Fétis und der französische Bassist Guillaume Gélinek verfassten Artikel für die Fachpresse, die die Vorzüge des „Dragonetti-Bogens“ herausstellten. Der in der Dresdner Hofkapelle als Violinist tätige Karol Lipiński ließ sich aus London einen solchen Bogen schicken, dessen Effekt er mit den Worten fuoco celeste („himmlisches Feuer“) beschrieb. Sächsische Instrumentenbauer griffen die Konstruktionsweise auf und kombinierten sie mit den durch François Tourte eingeführten Neuerungen wie der konkaven Bogenstange und dem justierbaren Frosch. Dieser modernisierte Dragonetti-Bogen wurde später als „Dresdner Modell“ bekannt, heute nennt man ihn im Allgemeinen den „deutschen Bogen“.

## Persönlichkeit
Die anekdotenfreudigen Berichterstatter des 19. Jahrhunderts heben bevorzugt auf die schrulligen, teilweise geradezu bizarren Seiten von Dragonettis Auftreten ab. Hierbei ist selten mit einiger Sicherheit zu sagen, inwieweit es sich um Tatsachen, Übertreibungen, eine dementsprechende Selbstdarstellung Dragonettis oder um Missverständnisse handelt, die die höchst eigenwillige Diktion des Italieners bei gesellschaftlichen Anlässen gelegentlich hervorrief.

### Der Privatmann Dragonetti

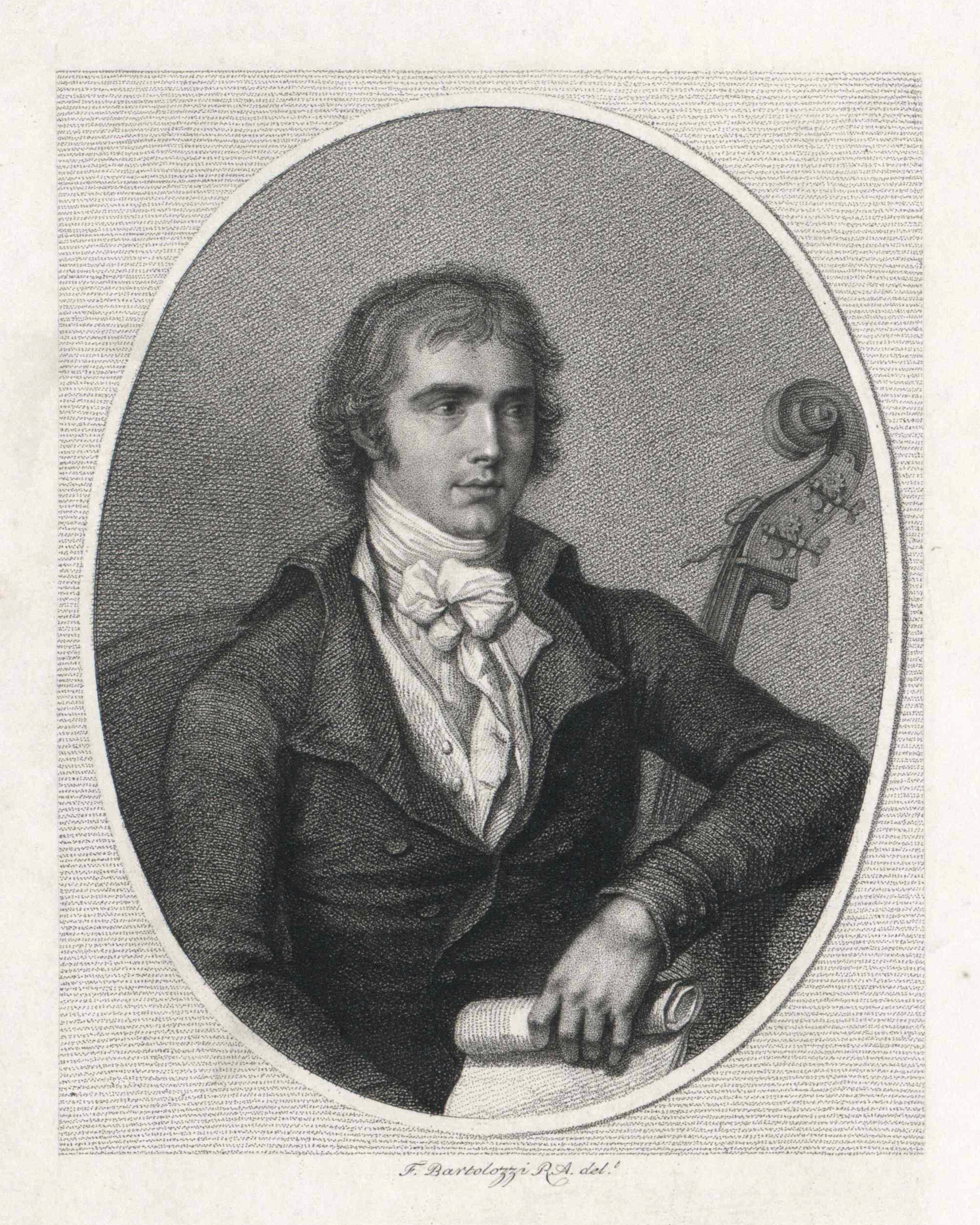
Domenico Dragonetti
mit seinem Gasparo da Salò
Punktstich von Francesco Bartolozzi

Der Ruf als Exzentriker, in dem Dragonetti stand, war seiner Popularität beim englischen Publikum alles andere als abträglich, was erklärt, warum der sonst auf seine Ehre so bedachte Italiener kaum jemals gegen diesbezügliche Pressenotizen einschritt. Für ständige Aufmerksamkeit und Belustigung sorgte neben seiner übergroßen Zuwendung für seinen Hund Carlo auch seine Sammelleidenschaft für etliche Produkte des Kunsthandwerks wie Puppen und Schnupftabakdosen, aber auch Musikinstrumente, Bücher und Gemälde. Wiewohl aus seinem Testament deutlich hervorgeht, dass Dragonetti all diese Dinge tatsächlich sammelte, war dies in seiner Zeit weniger ungewöhnlich, als es heute erscheinen mag. So war beispielsweise auch Haydn begeisterter Puppensammler, und Tabakdosen stellten im England des 19. Jahrhunderts begehrte, in der Regel aus kostspieligen Materialien gefertigte Statussymbole dar.
Es ist sogar denkbar, dass der Musiker die Publizität seiner Neigungen als eine Form von Reklame zu schätzen wusste: Wie viele andere Italiener in London unterhielt er eine Art informeller Im- und Exportagentur. Um seinen Bedarf an Instrumentenzubehör wie Saiten, Bogenhaar und dergleichen zu decken, stand er ohnehin in regelmäßigem Kontakt mit seiner Heimat, und er nutzte dies, um mit der Zeit einen schwunghaften Handel mit Luxusartikeln aufzubauen. Dass er sich in diesem Zusammenhang womöglich nicht immer im Rahmen der Legalität bewegte, erweist die Tatsache, dass er bei mindestens einer Gelegenheit nur durch die Intervention hochgestellter Gönner von einer Anzeige wegen Schmuggels verschont blieb.
Dragonetti blieb zeitlebens Junggeselle, obwohl er zahlreiche Frauenbekanntschaften pflegte, die vermutlich alle platonischer Natur waren. Ein in seinem Nachlass aufgefundener Brief belegt, dass er mit seinem Weggang aus Venedig einer jungen Dame namens Teresa Battagia das Herz gebrochen hat. In London scheint er die Ungebundenheit vorgezogen zu haben, weil sie ihm erlaubte, seine gesellschaftlichen Kontakte ohne Einschränkung zu pflegen. Sein Verhältnis zum anderen Geschlecht schildern wahrscheinlich am treffendsten zwei überlieferte Zitate, die zudem den Vorzug haben, die idiosynkratische Ausdrucksweise des Musikers zu illustrieren:

“De vomens have got nails at de point of dear fingers.”

“Gentlemen, me soory no ladies; very fine de English donne; ma, I tank you ten tousand time! I trink all de helths. I no speak fine, mais – my vife, de contra-basso, he take all de speak, and she speak God shave the Queen besser als noting!”

### Nachlass
Zum Zeitpunkt seines Todes wies Dragonettis Konto bei der Privatbank Coutts & Co. ein Guthaben von £937.17s.7d aus. Dieser Betrag erhöhte sich in den folgenden Wochen aufgrund der Tätigkeit der Nachlassverwalter auf £1007.12s.2d. Domenico Dragonetti starb also als vermögender Mann zu einer Zeit, als die überwiegende Mehrzahl der Orchestermusiker noch unter außerordentlich prekären Bedingungen ihrer Beschäftigung nachging. Die 59 Klauseln des Testaments bedenken daher neben Verwandten, engen Freunden und einigen Institutionen des öffentlichen Lebens vor allem Musikerkollegen mit teilweise großzügigen Vermächtnissen, darunter Wertpapiere und -gegenstände, Kunstwerke und vor allem Instrumente. Unter den zahlreichen Notendrucken und -handschriften, die Dragonetti gesammelt hatte, befand sich als besondere Rarität die einzige erhaltene Abschrift des Antonio Capuzzi zugeschriebenen Kontrabass-Konzerts. Novello spendete das Manuskript im Jahre 1849 dem British Museum. Der Kontrabass von Gasparo da Salò wurde dem Testament entsprechend der Fabbriceria, der Vermögensverwaltung des Domkapitels von S. Marco, rückübereignet. Das Instrument traf am 17. Juli 1847 in Venedig ein und wurde zunächst jahrelang in der robusten Transportkiste aufbewahrt, in der es heimgekehrt war. Der „Dragonetti-Bass“, wie er heute allgemein genannt wird, wurde im Jahr 2007 restauriert und ist seitdem wieder im Museum der Kirche zu besichtigen.

### Biografien
- Constantin von Wurzbach: Dragonetti, Dominik. In: Biographisches Lexikon des Kaiserthums Oesterreich. 3. Theil. Verlag der typogr.-literar.-artist. Anstalt (L. C. Zamarski, C. Dittmarsch & Comp.), Wien 1858, S. 376 (Digitalisat).
- Gian Luigi Dardo: Domenico Dragonetti. In: Alberto Basso (Hrsg.): Dizionario Enciclopedico della Musica e dei Musicisti. Unione Tipografico-Editrice Torinese, Turin 1988, ISBN 88-02-04165-2.
- Nanna Koch: Domenico Dragonetti. In: Ludwig Finscher (Hrsg.): Die Musik in Geschichte und Gegenwart. 2., neubearbeitete Ausgabe. Band 3, S. 1385 ff. Bärenreiter, Kassel 2001, ISBN 3-7618-1115-2.
- Fiona M. Palmer: Domenico Dragonetti in England (1794–1846). The Career of a Double Bass Virtuoso. Clarendon, Oxford 1997, ISBN 0-19-816591-9.
- Fiona M. Palmer: Domenico Dragonetti. In: L. Macy (Hrsg.): Grove Music Online; spk-berlin.de
- Fiona M. Palmer: Dragonetti, Domenico Carlo Maria. In: Henry Colin Gray Matthew, Brian Harrison (Hrsg.): Oxford Dictionary of National Biography, from the earliest times to the year 2000 (ODNB).  Oxford University Press, Oxford 2004, ISBN 0-19-861411-X; doi:10.1093/ref:odnb/8018 (Lizenz erforderlich), Stand: 2004.
- Hans F. Redlich: Domenico Dragonetti. In: Friedrich Blume (Hrsg.): Die Musik in Geschichte und Gegenwart. Digitale Ausgabe der 1. Auflage. Band 3, S. 739 ff. Directmedia, Berlin 2001, ISBN 3-89853-460-X.
- Rodney Slatford: Domenico Dragonetti. In: Journal of the Royal Music Association, Vol. 97, No. 1, 1970, Online ISSN 1471-6933 (hier online)
- W. B. Squire: Domenico Dragonetti. In: Oxford Dictionary of National Biography. Oxford 1888
- Alexander Wheelock Thayer: Ludwig van Beethovens Leben: Nach dem Original-Manuskript deutsch bearbeitet von Hermann Deiters. Breitkopf & Härtel, Leipzig 1907–1910; zeno.org

### Instrumentaltechnische Aspekte
- Alfred Planyavsky, Herbert Seifert: Geschichte des Kontrabasses. Schneider, Tutzing 1984, ISBN 978-3-7952-0426-6.
- Friedrich Warnecke: Ad infinitum. Der Kontrabass. Seine Geschichte und seine Zukunft. Probleme und deren Lösung zur Hebung des Kontrabaßspiels. Ergänzter Faksimile-Neudruck der Originalausgabe von 1909, edition intervalle, Leipzig 2005, ISBN 3-938601-00-0.
- A. C. White: The double bass. In: Proceedings of the Musical Association, 13th Sess., 99-112. 1886–1887. April 4, 1887; jrma.oxfordjournals.org

### Analyse von Einzelwerken
- Tobias Glöckler (Hrsg.): Domenico Dragonetti – Zwölf Walzer für Kontrabass solo. G. Henle, München 2007, ISMN 979-0-2018-0847-5 (Suche im DNB-Portal) (Quellenkritische Urtext-Edition).
- Nanna Koch: Konzertante Kuriositäten: Die Quintette für Solo-Kontrabaß bzw. Solo-Violine und Streicher von Domenico Dragonetti (1763–1846). Quellenstudien, Analyse und Edition nach Add. Ms. 17726, The British Library, London. Lang, Frankfurt am Main 2002, ISBN 3-631-50297-4 (Europäische Hochschulschriften: Reihe 36, Musikwissenschaft 227).

### Weiterführende Literatur
- Josef Focht: Der Wiener Kontrabaß: Spieltechnik und Aufführungspraxis, Musik und Instrumente. Schneider, Tutzing 1999, ISBN 3-7952-0990-0.
 Fochts Studie schildert detailreich die teils problematische Situation des Kontrabass-Spiels im Wien des 18. Jahrhunderts. Die grundsätzliche Kenntnis von Dragonettis Bedeutung wird dabei vorausgesetzt und in den Kontext der Musizierpraxis der Zeit eingebettet, der Italiener selbst ist nur am Rande Gegenstand der Betrachtung.
- Kenneth Goldsmith (mit Zachary Carrettin): The Venetian Paganini. In: The Strad, CXVI/Nr. 1387, London, November 2005, S. 32–36. ISSN 0039-2049.
 Behandelt die Zusammenarbeit mit Antonio Capuzzi und die Entstehungsgeschichte von dessen Kontrabasskonzert.